# DPRAM
DPRAM (Dual-ported RAM) — двухпортовая память с параллельным интерфейсом доступа. DPRAM предназначена для хранения данных, она также может быть использована для хранения данных предназначенных для выполнения сигнальным процессором. Может использоваться для организации глобальных регистровых банков и организации системного стека. Поддерживается одновременно чтение и запись данных.